# Typhlachirus caecus
A Typhlachirus caecus a csontos halak (Osteichthyes) főosztályának a sugarasúszójú halak (Actinopterygii) osztályába, ezen belül a lepényhalalakúak (Pleuronectiformes) rendjébe és a nyelvhalfélék (Soleidae) családjába tartozó faj.
Nemének egyetlen faja.

## Előfordulása
A Typhlachirus caecus elterjedési területe Indonézia vizeiben van, az Indiai-óceán és a Csendes-óceán határán.

## Megjelenése
Ez a halfaj legfeljebb 14 centiméter hosszú.

## Életmódja
A Typhlachirus caecus trópusi, fenéklakó nyelvhal, amely egyaránt megél a sós- és édesvízben is.